# Cippo a Forcella

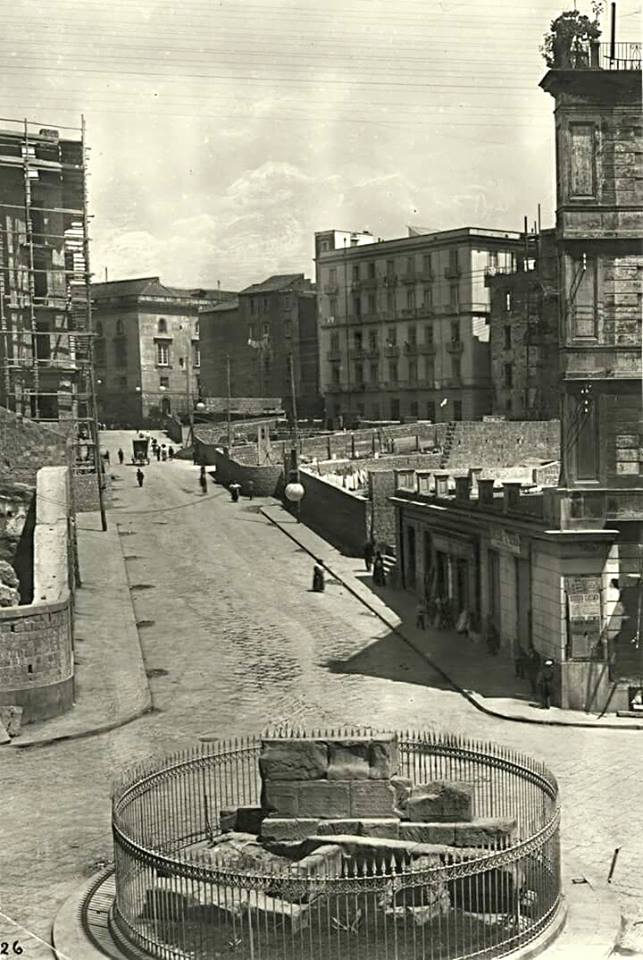
De Cippo a Forcella, na de aanleg van de Piazza Vincenzo Calenda, Napels

De Cippo a Forcella (3e eeuw v.Chr.) is een groep stenen in de wijk Forcella in Napels, Italië. De stenen zijn resten van de ringmuur ten tijde van de Griekse kolonisatie. Napels, of Neapolis in het Oudgrieks, kende gedurende eeuwen een belangrijke Griekse aanwezigheid.
De stenen worden verkeerdelijk zuil of cippo genoemd, daar waar het volgens archeologen niet om een zuil gaat.
Tijdens het bestuur van Augustus, keizer van Rome, vonden er sportwedstrijden plaats voor de Cippo a Forcella. De plaats werd later genoemd Piazza delle mura greche of Plaats van de Griekse muur en nog later Piazza Vincenzo Calenda, naar een 19e-eeuws minister afkomstig uit Napels.
In het Napolitaans dialect bestaat de uitdrukking zo oud als de Cippo a Forcella, wat zoveel betekent als zo oud als de straat.